# Borja Golán
Borja Golán, né le 6 janvier 1983 à Saint-Jacques-de-Compostelle, est un joueur professionnel de squash représentant l'Espagne. Il atteint en avril 2014 la cinquième place mondiale sur le circuit international, son meilleur classement. Il est champion d'Europe individuel en 2016 et 2018. Il est champion d'Espagne à 17 reprises entre 2002 et 2022.
Il se retire en mai 2023 après 20 ans au plus haut niveau,.

## Biographie
Il a commencé à se familiariser avec le squash à l'âge de neuf ans et, un peu plus tard, il est le champion espagnol de sa catégorie d'âge. Il remporte les titres dans toutes les catégories de jeunes, sauf dans la catégorie des moins de 19 ans, car il était en concurrence avec le Catalan Alberto Manso, un autre surdoué de ce sport. Celui-ci est âgé d'un an de plus que Borja Golán et il remporte plusieurs British Junior Open mais les blessures l'éloignent finalement du sport de haut niveau. En 2002, Borja Golán entame sa domination sur le squash ibérique, ponctuée de dix-sept titres de champion d’Espagne et à laquelle Edmon López mettra fin en 2019. Il est également champion d'Europe individuel en 2016 et 2018.
Après sa retraite sportive, il ouvre une académie de squash à quelques kilomètres de Saint-Jacques-de-Compostelle.

## Palmarès

### Titres
- Torneo Internacional PSA Sporta : 2016
- CCI International : 2015
- Windy City Open : 2013
- Open de Dayton : 2012
- Santiago Open : 2 titres (2008, 2011)
- Motor City Open : 2009
- Championnats d'Europe individuel : 2 titres (2016, 2018)
- Championnats d'Espagne : 17 titres (2002-2009, 2011-2018, 2022)

### Finales
- Santiago Open : 2012
- Bluenose Classic : 2 finales (2007, 2008)
- Open de Colombie : 2 finales (2007, 2009)
- Hong Kong Open : 2013
- Championnats d'Europe individuel : 4 finales (2006, 2012, 2015, 2019)
- Championnats d'Europe par équipes : 2019